# Unser Mund sei voll Lachens
Unser Mund sei voll Lachens (BWV 110) ist eine Kirchenkantate von Johann Sebastian Bach.

## Anlass und Inhalt
Bach komponierte die Kantate in Leipzig für den 1. Weihnachtstag. Sie wurde am 25. Dezember 1725 uraufgeführt. Den Sätzen 1, 3 und 5 liegen wörtliche Bibelzitate zu Grunde (Ps 126,2 , Jer 10,6 , Lk 2,14 ). Deren Auswahl sowie die sie aufnehmenden freien Dichtungen der Sätze 2, 4 und 6 stammen von Georg Christian Lehms. Dabei ergibt sich die inhaltliche Abfolge Gottes große Tat (die Menschwerdung) – ihre Heilswirkung (der Sünder wird Gottes Kind) – Lob und Dank der Erlösten. Der Schlusschoral ist die letzte Strophe des Liedes Wir Christenleut von Kaspar Füger dem Älteren.

## Aufbau
Die Kantate gliedert sich in 7 Sätze:
1. Chorus: „Unser Mund sei voll Lachens“
2. Arie (Tenor): „Ihr Gedanken und ihr Sinnen“
3. Recitativo (Bass): „Dir, Herr, ist niemand gleich“
4. Arie (Alt): „Ach Herr! Was ist ein Menschenkind“
5. Duett (Sopran, Tenor): „Ehre sei Gott in der Höhe“
6. Arie (Bass): „Wacht auf, ihr Adern und ihr Glieder“
7. Choral: „Alleluja! Gelobt sei Gott“

Die Kantate beginnt mit dem kraftvollsten Teil, dem Eingangschor. Die anschließende Tenor-Arie wird von zwei ineinander verwobenen Querflöten begleitet. Danach führt ein kurzes Bass-Rezitativ zu einer Alt-Arie, die von einer Oboe d’amore begleitet wird. Daran schließt ein Duett mit einer Sopran- und einer Tenorstimme an. Dieses Duett wird von einer einfachen Orgel- und Continuo-Stimme begleitet. Der vorletzte Teil ist eine Bass-Arie, die von einem relativ großen Instrumentarium begleitet wird. Den Abschluss der Kantate bildet ein kurzer Choral. Die Kantate ist insgesamt sehr festlich, freudig und direkt.

## Adaptionen
Für zwei Sätze der Kantate arbeitete Bach eigene Kompositionen um.
Der Eingangschor ist eine Adaption des ersten Satzes seiner Ouvertüre in D (BWV 1069). Das Duett Ehre sei Gott in der Höhe ist eine Bearbeitung des vierten weihnachtlichen Einlagesatzes Virga Jesse floruit seines Magnificat (Es-Dur-Fassung).

## Einspielungen
DVD
- „Unser Mund sei voll Lachens“. Kantate BWV 110. Rudolf Lutz, Chor und Orchester der J. S. Bach-Stiftung, Gerlinde Sämann, Alex Potter, Bernhard Berchtold, Stephen MacLeod. Samt Einführungsworkshop sowie Reflexion von Joachim Rittmeyer. Gallus Media, 2013.